# 考纳斯犹太会堂
考纳斯犹太会堂是立陶宛目前的两座犹太会堂之一，位于考纳斯，新巴洛克式，建于1872年。1902年，该市曾拥有25座犹太会堂和祈祷所。
新会堂的地皮由赫尔曼·闵可夫斯基的父亲，商人卢因闵可夫斯基赠送给科夫诺犹太社区；直到1873年，他还资助大部分建造工程。
在建筑后面有37块石碑，纪念在犹太大屠杀期间被杀的大约50,000名立陶宛犹太儿童。
2011年4月20日，希特勒生日，在犹太会堂前悬挂一个牌子，上面写着“犹太人出去”、“希特勒是对的”("Juden raus" "Hitleris buvo teisus") ，是明确的反犹行为。

内部
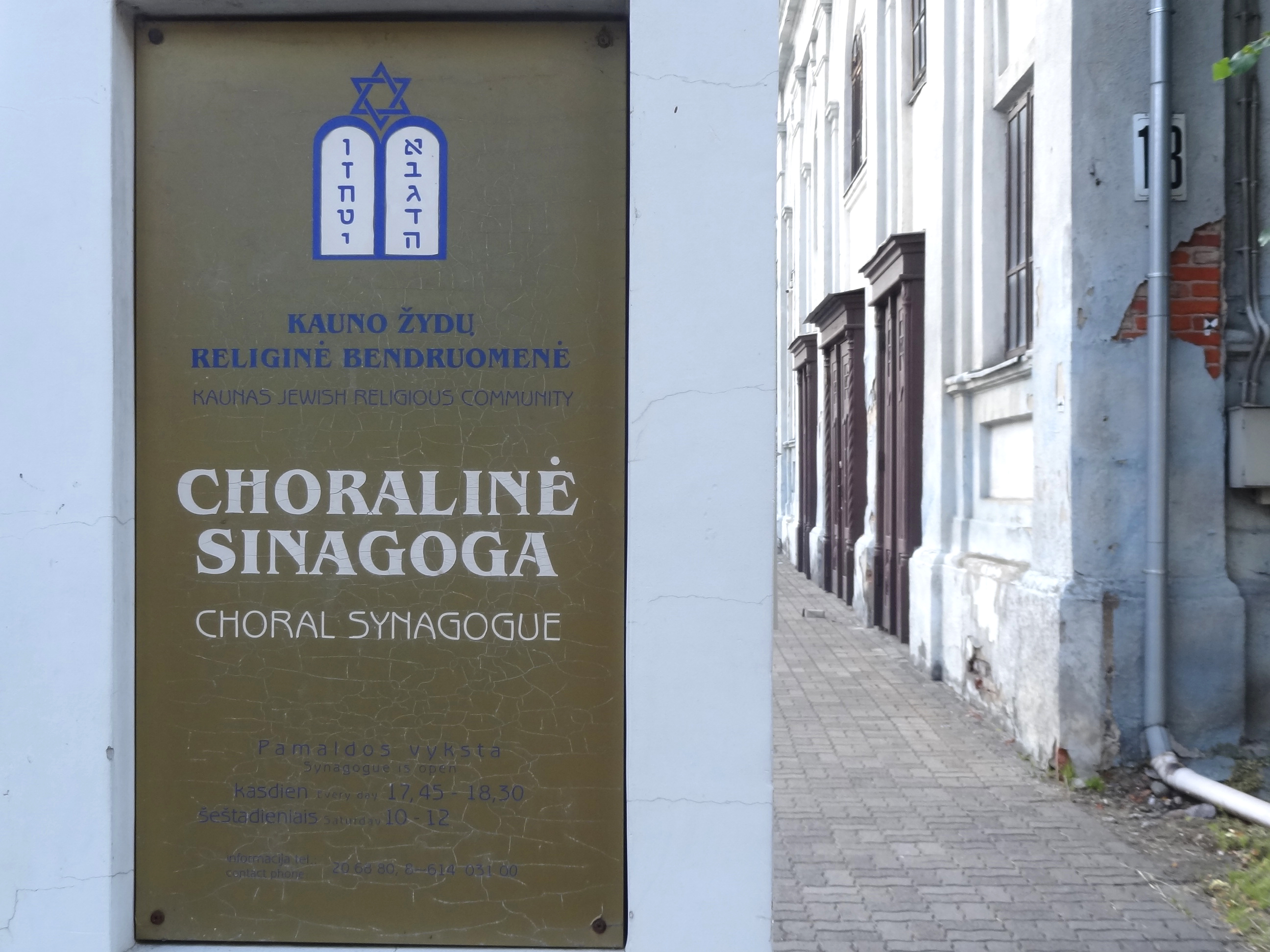
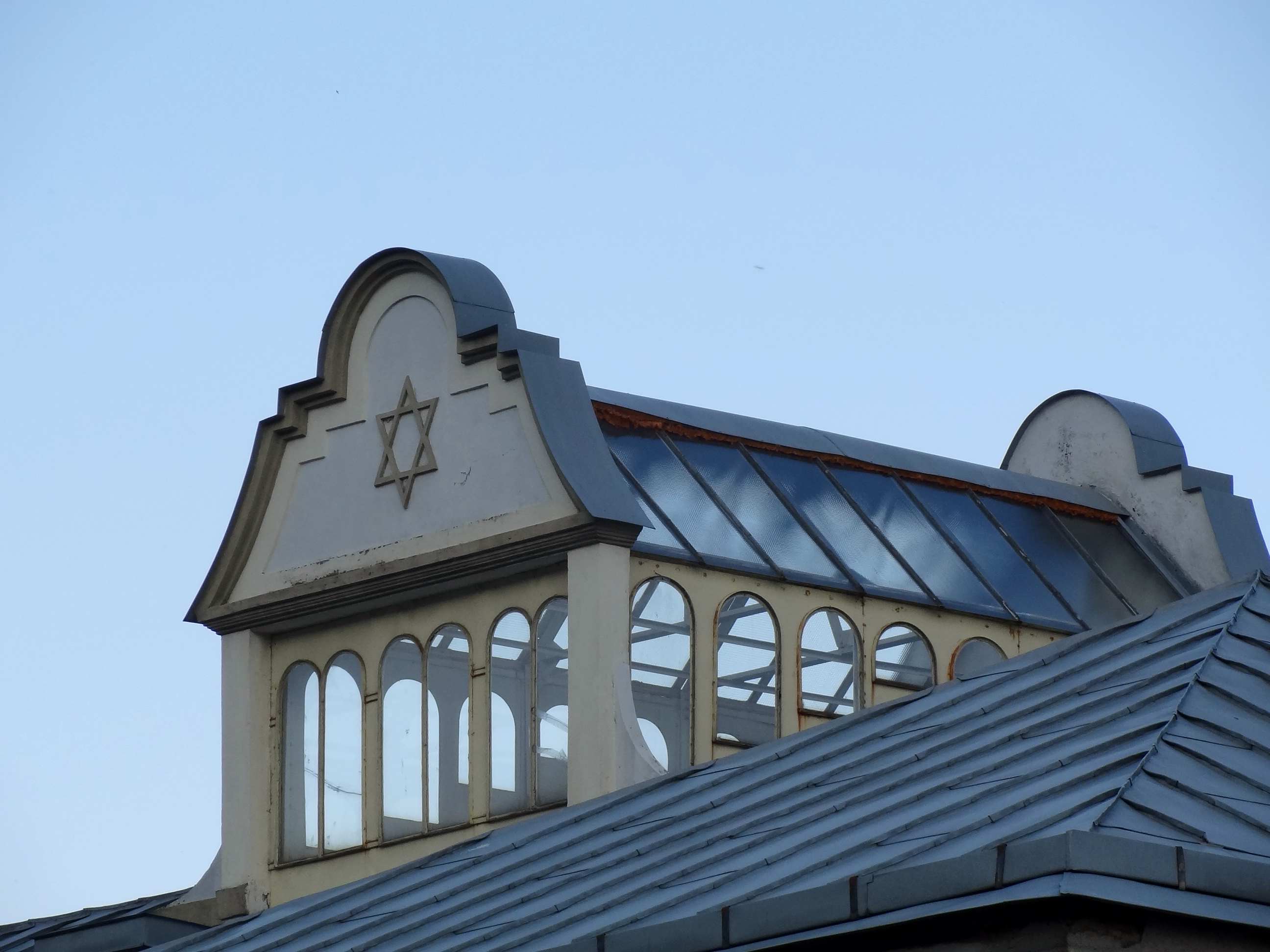
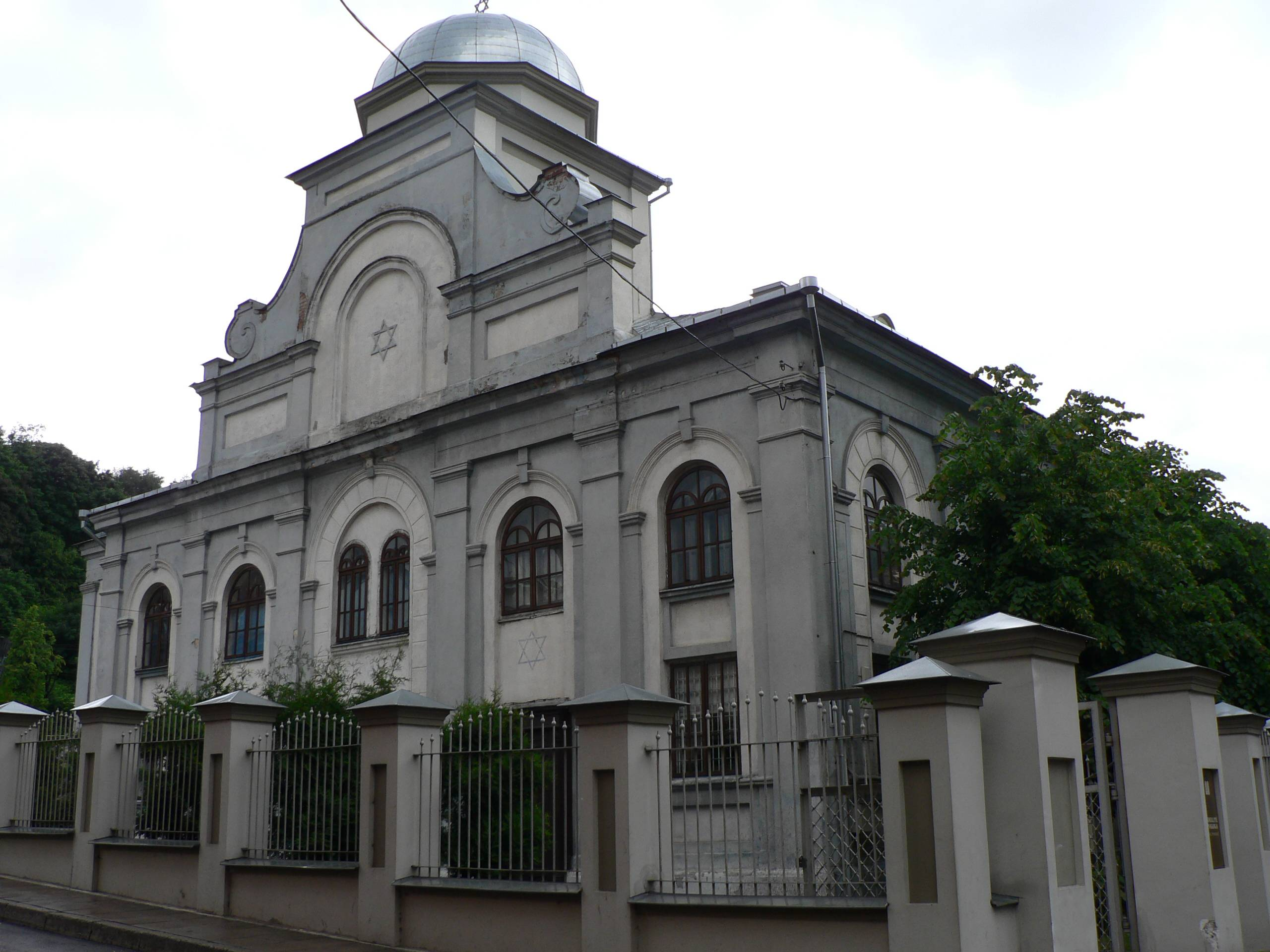
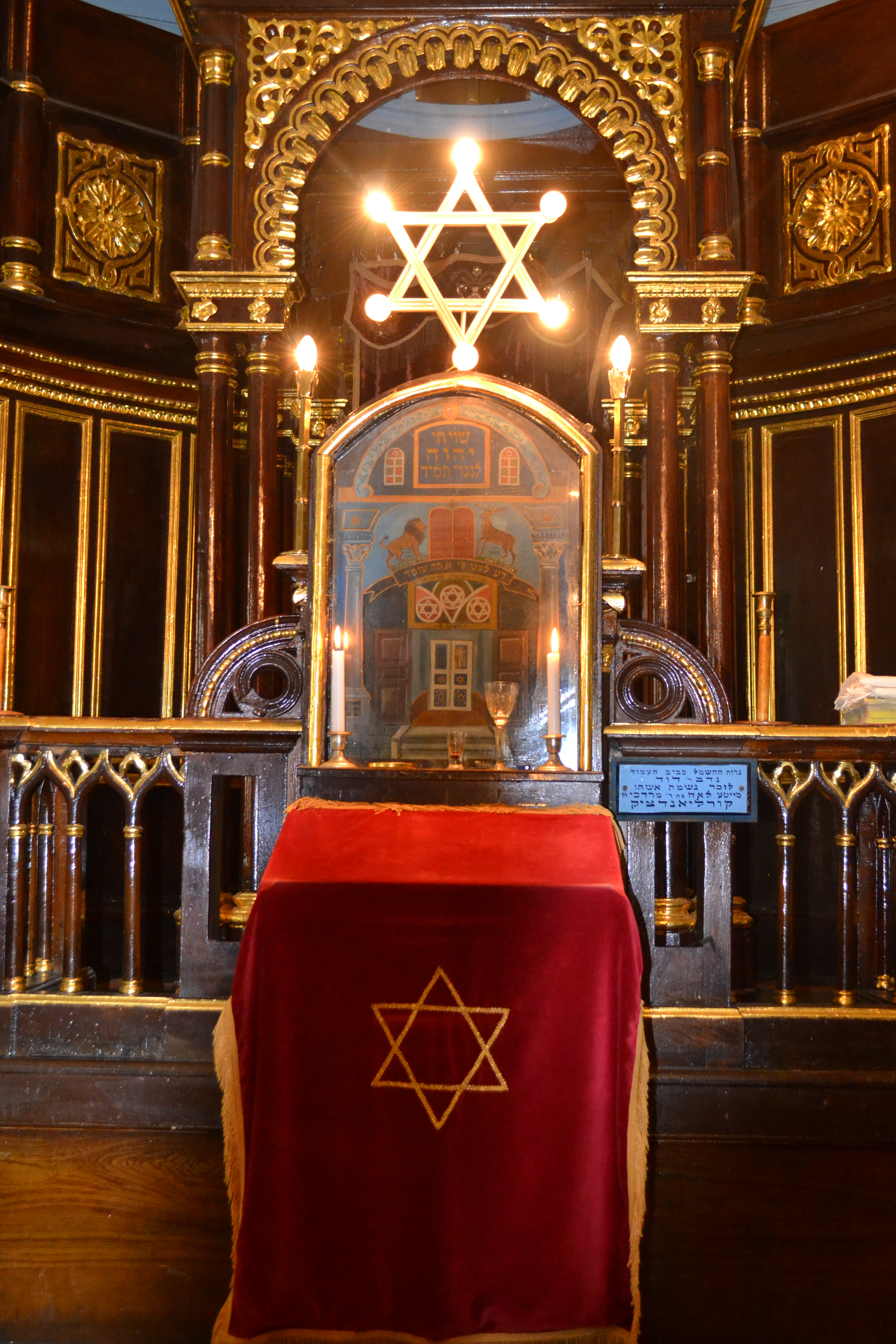
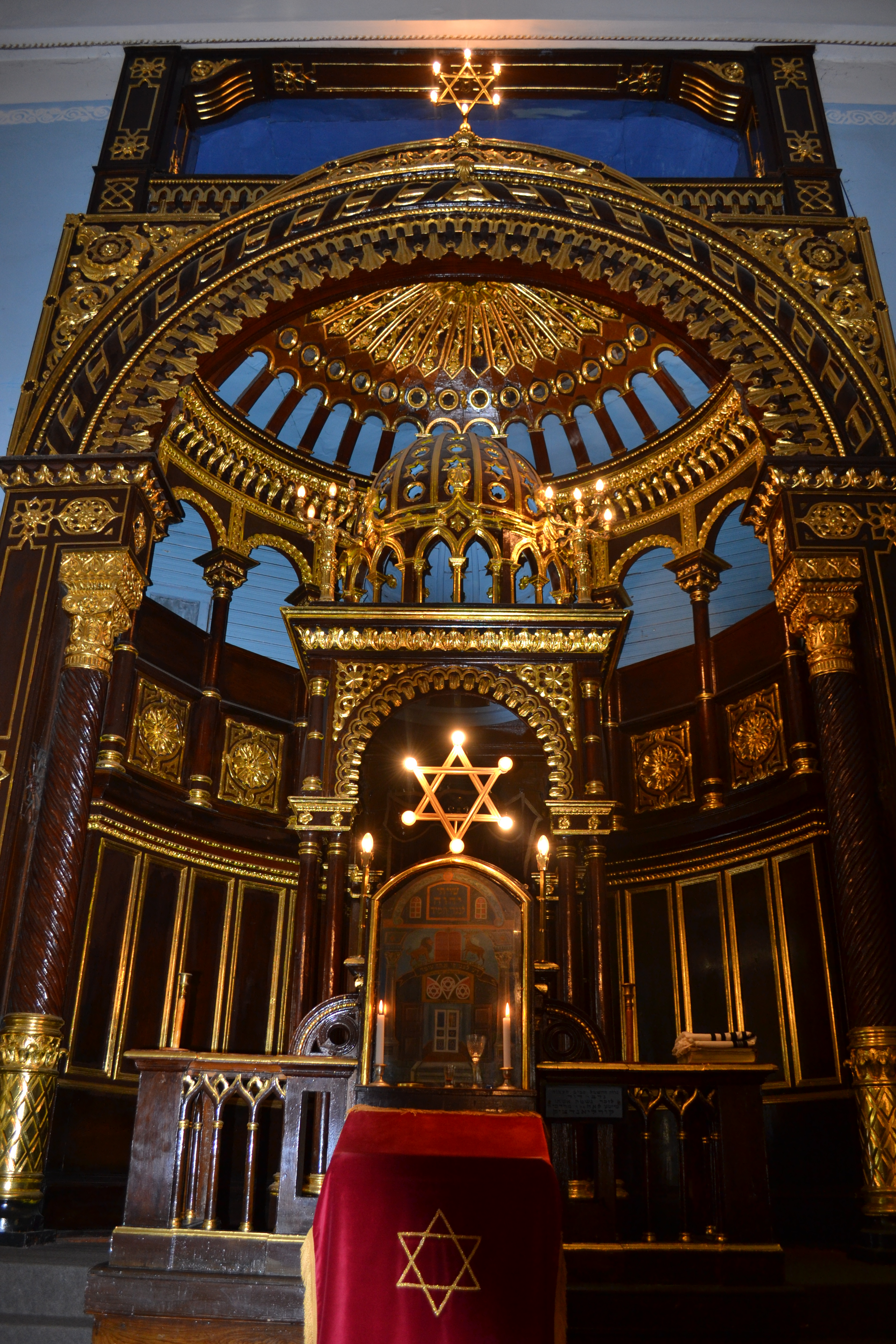
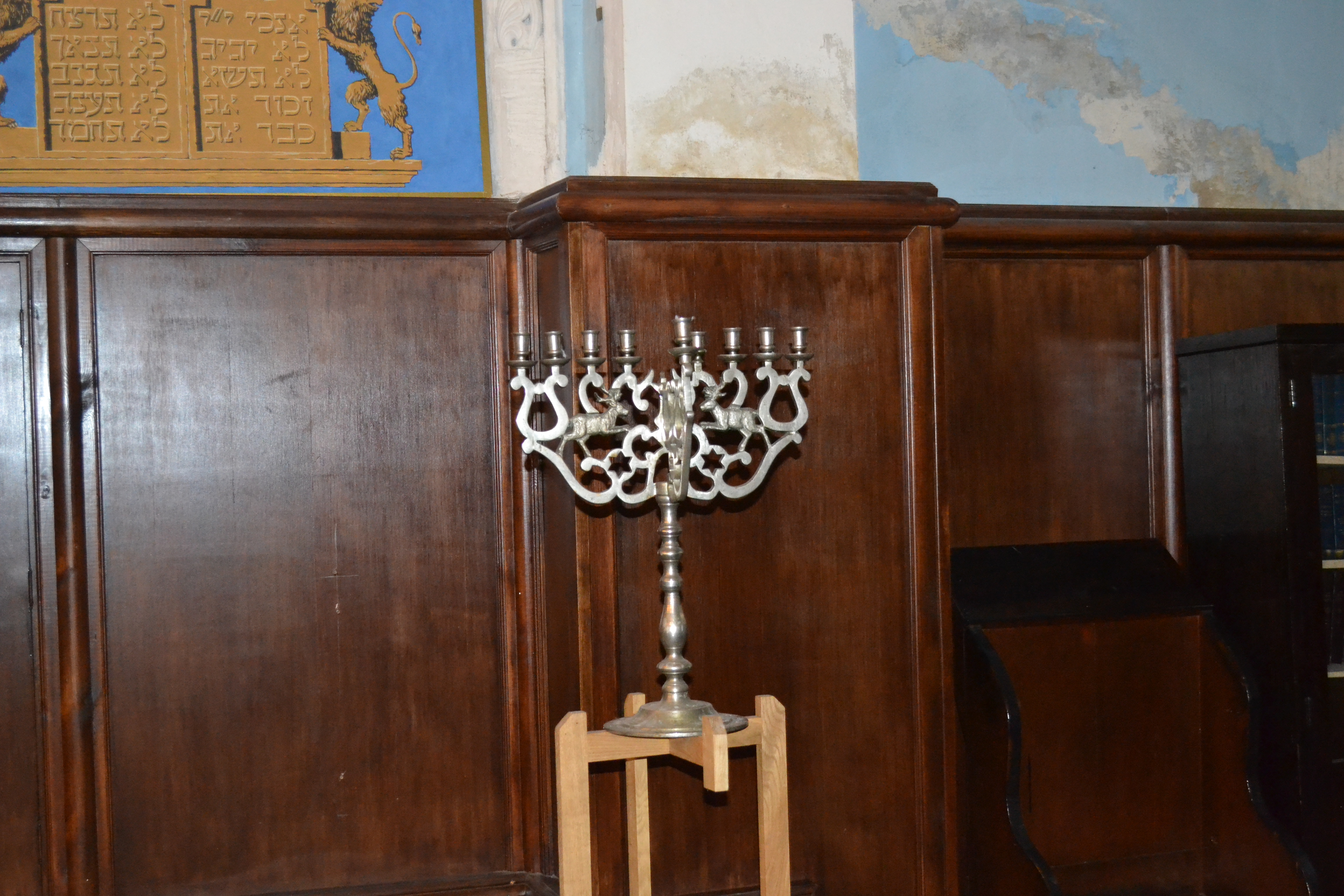
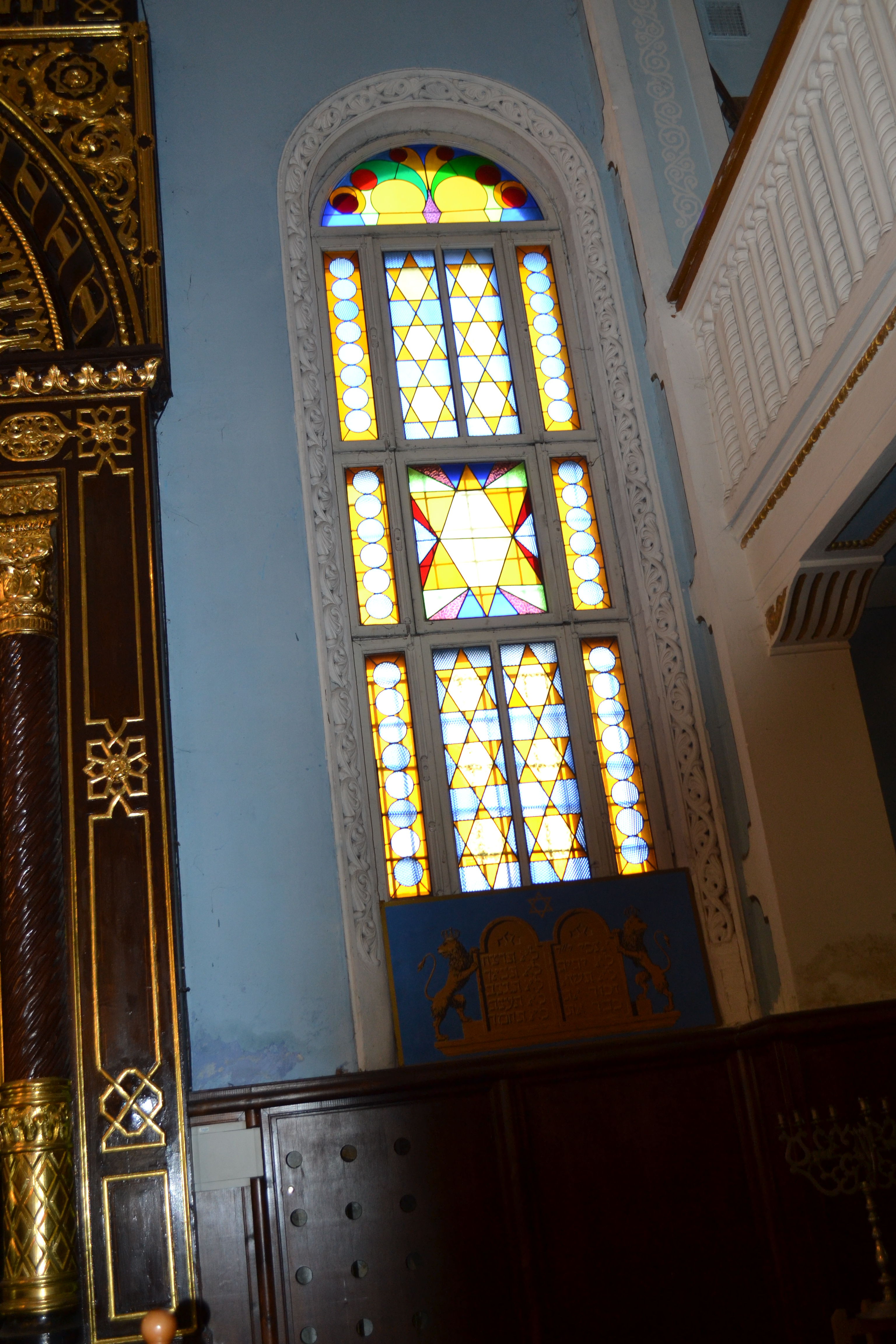
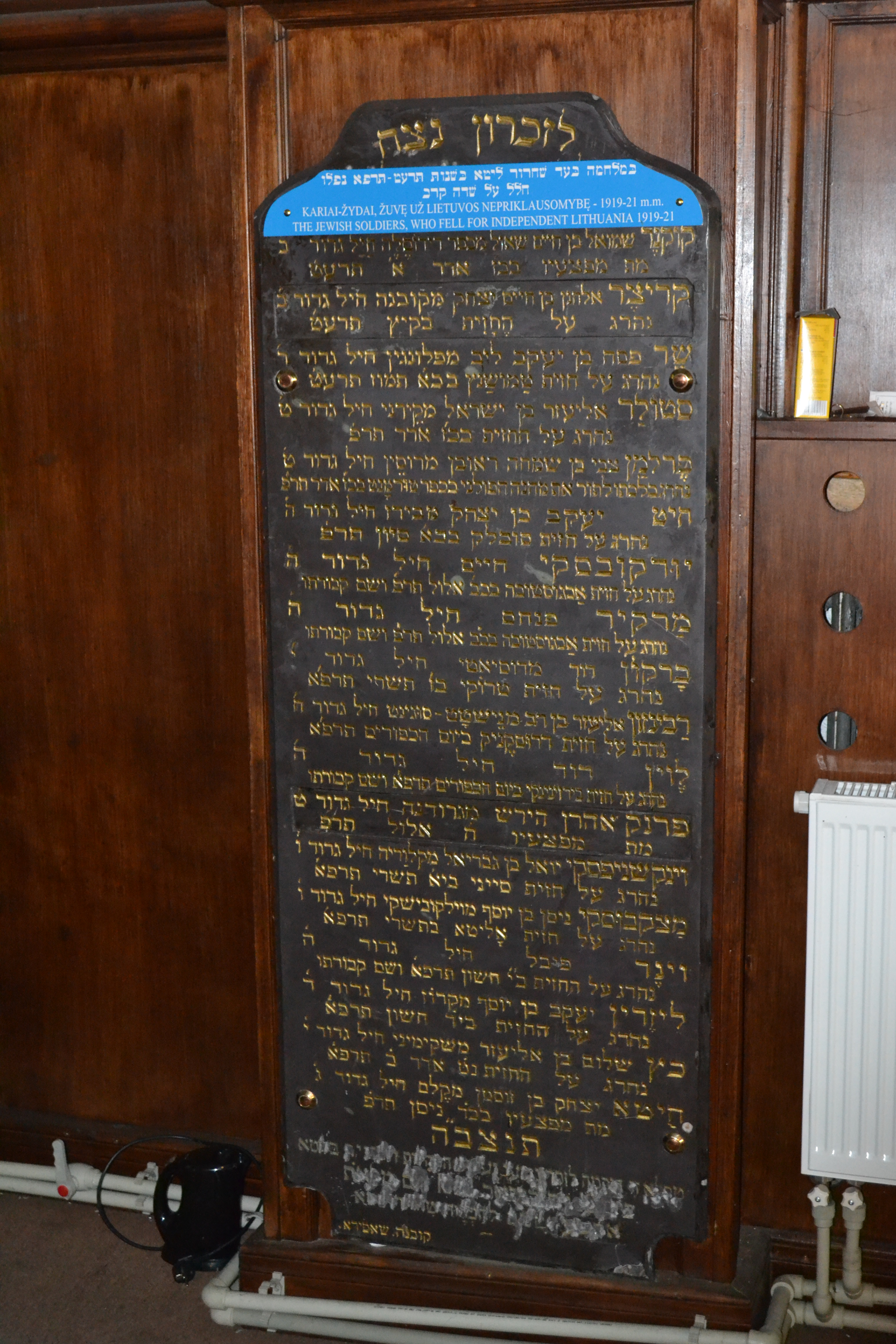
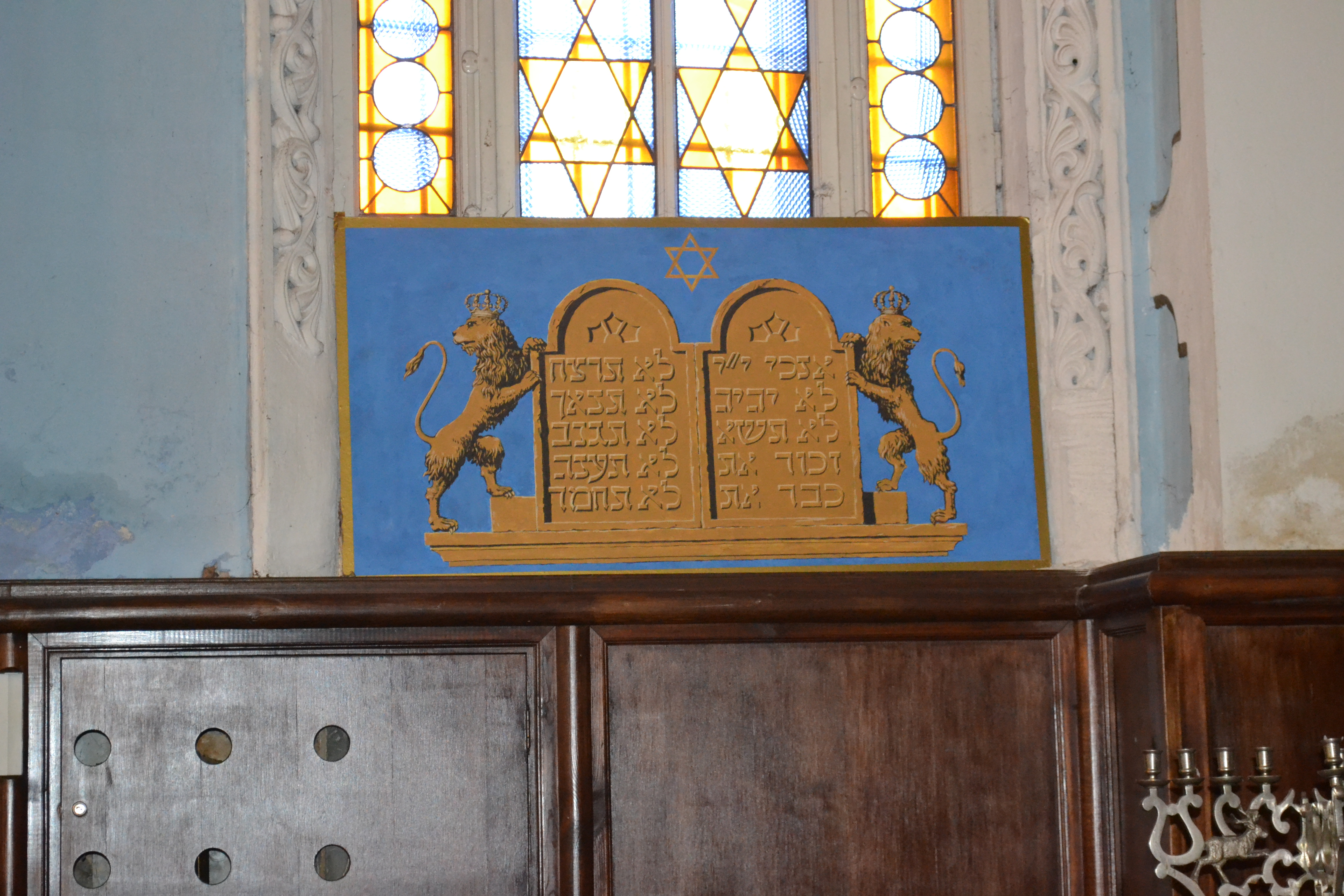
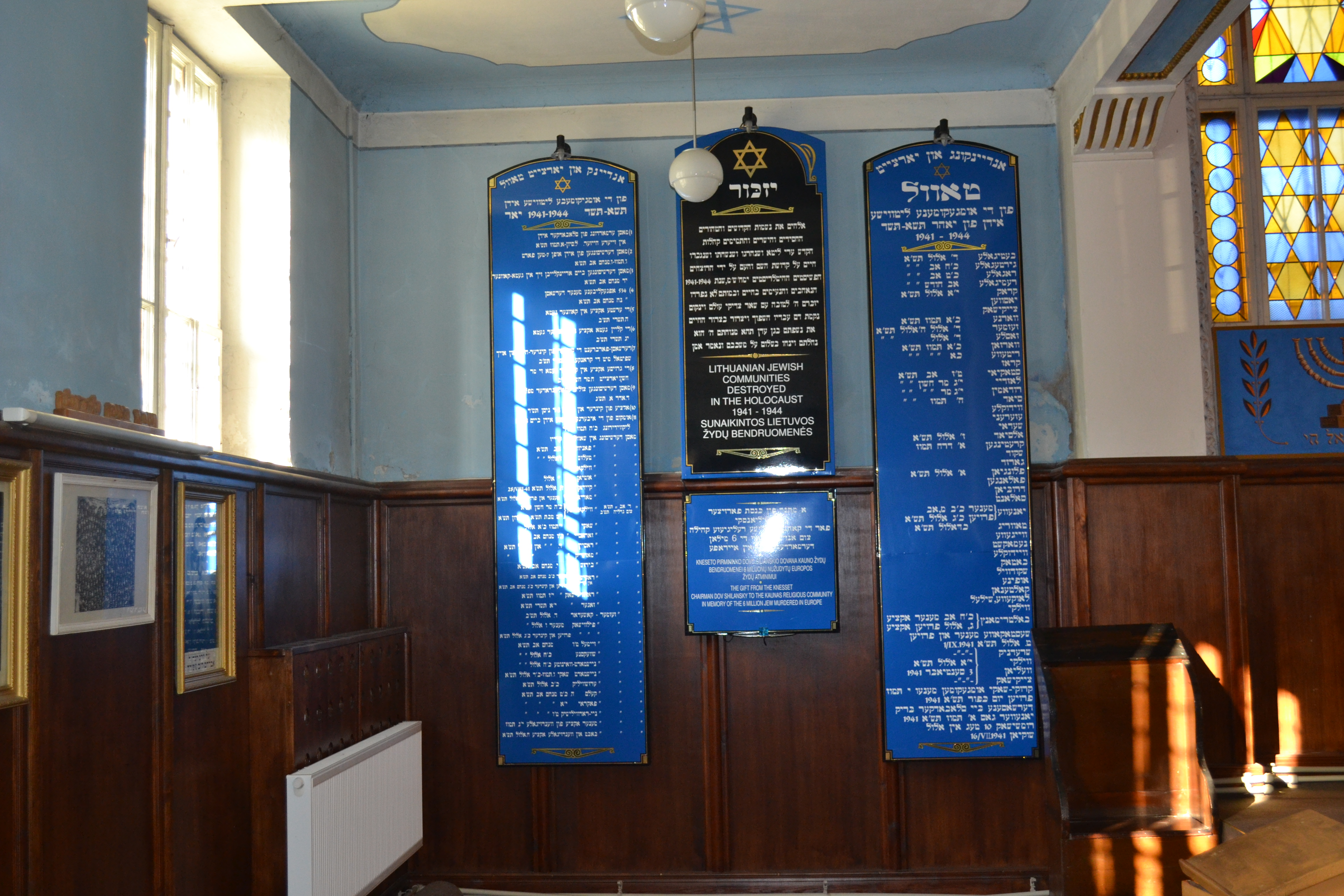